# Boleboř
Boleboř (in tedesco Göttersdorf) è un comune della Repubblica Ceca facente parte del distretto di Chomutov, nella regione di Ústí nad Labem.